# فرودگاه ویرجینیا
فرودگاه ویرجینیا (به انگلیسی: Virginia Airport) یک فرودگاه همگانی با کد یاتا VIR است که یک باند فرود آسفالت دارد و طول باند آن ۹۲۵ متر است. این فرودگاه در شهر دوربان کشور آفریقای جنوبی قرار دارد و در ارتفاع ۶ متری از سطح دریا واقع شده است.